# چالمت (لوئیزیانا)
چالمت (به انگلیسی: Chalmette) شهری در ایالت لوئیزیانا کشور ایالات متحده آمریکا است که جمعیت آن در سرشماری سال ۲۰۱۰ میلادی، ۱۶٬۷۵۱ نفر بوده‌است.